# Campeonato Europeo de Baloncesto Femenino Sub-20 de 2015
El Campeonato Europeo Sub-20 de Baloncesto Femenino de 2015 fue la decimocuarta edición del campeonato europeo de baloncesto para selecciones nacionales femeninas sub-20. En el torneo, disputado en Tinajo y Teguise, España, del 2 al 12 de julio de 2015, compitieron un total de dieciséis nacionales afiliadas a FIBA Europa por el título de campeón europeo, cuyo anterior portador era el equipo de Francia, vencedor de la edición anterior.
La selección de España se adjudicó la medalla de oro por sexta vez, al derrotar en la final al equipo de Francia con un marcador de 66-47.  En el partido por el tercer puesto el conjunto de Países Bajos venció al de Rusia.

## Equipos participantes
Tras el descenso en la anterior edición de Bielorrusia, Suecia y Grecia, ascendieron Alemania, como ganadora de la División B del Campeonato Europeo de Baloncesto Femenino Sub-20 de 2014; Hungría, como subcampeonas de la misma; y Portugal, como tercer clasificado.
- Alemania (1º)
- Bélgica
- Eslovaquia
- España
- Francia
- Hungría (2º)
- Italia
- Letonia
- Países Bajos
- Polonia
- Portugal (3º)
- República Checa
- Rusia
- Serbia
- Turquía
- Ucrania

## Organización

### Formato
Primera ronda
En la primera ronda, los equipos se dividieron en cuatro grupos de cuatro equipos cada uno. Los tres primeros clasificados de cada ronda avanzan a la segunda ronda, y el último clasificado jugará en el grupo G, y luego en los playoffs por el 9.º-16.º lugar.
Segunda ronda
En la segunda ronda, los doce equipos que avanzaron de la primera ronda se dividieron en dos grupos de 6 equipos cada uno. Los cuatro primeros clasificados avanzan a los cuartos de final, mientras que los dos últimos jugarán los playoffs por el 9.º-16.º lugar.
Fase de clasificación
Por una parte, los equipos clasificados en último lugar en la primera ronda se enfrentan entre sí en el grupo G para determinar sus posiciones en el cuadro por el 9.º-16.º lugar, donde se les unirán los dos últimos clasificados de los dos grupos de la segunda ronda para determinar el cuadro completo.
Por otra parte, los cuatro primeros clasificados en cada grupo de la segunda ronda avanzan a los cuartos de final. En cuartos de final, los ganadores avanzan a semifinales, y los perdedores, al cuadro por el 5.º-8.º puesto.

### Sedes
| Tinajo                         | Teguise                       | 2 sedes Tinajo Teguise |
| Pabellón municipal de deportes | Pabellon Municipal de Teguise | 2 sedes Tinajo Teguise |
| Capacidad:                     | Capacidad: 1 750              | 2 sedes Tinajo Teguise |
|                                |                               | 2 sedes Tinajo Teguise |

### Sorteo de grupos
El sorteo de grupos tuvo lugar el 30 de noviembre de 2014 en Budapest, Hungría. Los grupos de primera ronda quedaron distribuidos de la siguiente forma: 
| Grupo A                       | Grupo B                            | Grupo C                                   | Grupo D                               |
| ----------------------------- | ---------------------------------- | ----------------------------------------- | ------------------------------------- |
| Alemania Rusia Serbia Polonia | Eslovaquia Francia Letonia Turquía | España (H) Italia Hungría República Checa | Bélgica Países Bajos Portugal Ucrania |

## Primera ronda
Todos los horarios corresponden al huso horario local (Horario de verano de Europa occidental – UTC+1).

### Grupo A
| Pos. | Equipo   | PJ | G | P | PF  | PC  | DP  | Pts | Clasificación |
| ---- | -------- | -- | - | - | --- | --- | --- | --- | ------------- |
| 1    | Rusia    | 3  | 3 | 0 | 183 | 156 | +27 | 6   | Segunda ronda |
| 2    | Polonia  | 3  | 2 | 1 | 173 | 155 | +18 | 5   | Segunda ronda |
| 3    | Alemania | 3  | 1 | 2 | 169 | 176 | −7  | 4   | Segunda ronda |
| 4    | Serbia   | 3  | 0 | 3 | 154 | 192 | −38 | 3   | Grupo G       |

 Fuente: FIBA
Jornada 1
| 2 de julio | Serbia                                                   | 57–72                                 | Rusia                                                      | Tinajo |  |
| 14:00      | Parciales: 18–19, 15–20, 11–17, 13–16                    | Parciales: 18–19, 15–20, 11–17, 13–16 | Parciales: 18–19, 15–20, 11–17, 13–16                      | |  |
|            | Estadísticas Crvendakić 17 Rodic 9 Mandić 3 Stanković 14 | Reporte Pts Reb Asts Val              | Estadísticas 12 Komarova 8 Sazonova 5 Komarova 15 Sazonova | Pabellón: Pabellón municipal de deportes Asistencia: 100 espectadores Árbitros: Ingus Baumanis Anna Cardús Vincent Delestrée |  |

| 2 de julio | Polonia                                                            | 68–55                                | Alemania                                              | Tinajo |  |
| 16:15      | Parciales: 19–13, 20–12, 7–18, 22–12                               | Parciales: 19–13, 20–12, 7–18, 22–12 | Parciales: 19–13, 20–12, 7–18, 22–12                  | |  |
|            | Estadísticas Stankiewicz 19 tres jugadoras 5 Drop 3 Stankiewicz 12 | Reporte Pts Reb Asts Val             | Estadísticas 19 Debgeon 11 Rouault 4 Stach 21 Debgeon | Pabellón: Pabellón municipal de deportes Asistencia: 200 espectadores Árbitros: Anastasios Manos Mathieu Hosselet Mykola Ambrosov |  |

Jornada 2
| 3 de julio | Alemania                                              | 65–51                                | Serbia                                                                 | Teguise |  |
| 14:00      | Parciales: 13–17, 17–11, 15–8, 20–15                  | Parciales: 13–17, 17–11, 15–8, 20–15 | Parciales: 13–17, 17–11, 15–8, 20–15                                   | |  |
|            | Estadísticas Rouault 19 Debgeon 13 Stach 6 Rouault 27 | Reporte Pts Reb Asts Val             | Estadísticas 20 Crvendakić 12 Crvendakić 3 Corda, Mandić 24 Crvendakić | Pabellón: Pabellón Municipal de Teguise Asistencia: 125 espectadores Árbitros: Robert Paulik Carlos Santos Francisco Araña |  |

| 3 de julio | Rusia                                                     | 54–50                               | Polonia                                                                  | Teguise |  |
| 20:45      | Parciales: 18–7, 6–12, 13–16, 17–15                       | Parciales: 18–7, 6–12, 13–16, 17–15 | Parciales: 18–7, 6–12, 13–16, 17–15                                      | |  |
|            | Estadísticas Kuzmina 15 Shchukina 9 Fedorova 4 Kuzmina 19 | Reporte Pts Reb Asts Val            | Estadísticas 13 Stankiewicz 7 Szajtauer 3 Stankiewicz, Naczk 9 Szajtauer | Pabellón: Pabellón Municipal de Teguise Asistencia: 125 espectadores Árbitros: Milan Brziak Vladan Šundić Alessandro Martolini |  |

Jornada 3
| 4 de julio | Serbia                                                      | 46–55                               | Polonia                                                                    | Tinajo |  |
| 16:15      | Parciales: 13–10, 11–8, 9–21, 13–16                         | Parciales: 13–10, 11–8, 9–21, 13–16 | Parciales: 13–10, 11–8, 9–21, 13–16                                        | |  |
|            | Estadísticas Stanković 17 Stanković 9 Mandić 4 Stanković 18 | Reporte Pts Reb Asts Val            | Estadísticas 16 Stankiewicz 10 Szajtauer 6 Naczk 13 Stankiewicz, Szajtauer | Pabellón: Pabellón municipal de deportes Asistencia: 100 espectadores Árbitros: Bert van Slooten Anastasios Manos Mathieu Hosselet |  |

| 4 de julio | Alemania                                                  | 49–57                              | Rusia                                                           | Tinajo |  |
| 18:30      | Parciales: 22–25, 7–9, 7–12, 13–11                        | Parciales: 22–25, 7–9, 7–12, 13–11 | Parciales: 22–25, 7–9, 7–12, 13–11                              | |  |
|            | Estadísticas Hartmann 17 Hartmann 11 Körner 4 Hartmann 21 | Reporte Pts Reb Asts Val           | Estadísticas 11 Fedorova 10 Kuzmina 3 tres jugadoras 17 Kuzmina | Pabellón: Pabellón municipal de deportes Asistencia: 100 espectadores Árbitros: Vincent Delestrée Alakbar Hasanov Anna Cardús |  |

### Grupo B
| Pos. | Equipo     | PJ | G | P | PF  | PC  | DP  | Pts | Clasificación |
| ---- | ---------- | -- | - | - | --- | --- | --- | --- | ------------- |
| 1    | Francia    | 3  | 3 | 0 | 173 | 123 | +50 | 6   | Segunda ronda |
| 2    | Eslovaquia | 3  | 2 | 1 | 160 | 166 | −6  | 5   | Segunda ronda |
| 3    | Letonia    | 3  | 1 | 2 | 172 | 193 | −21 | 4   | Segunda ronda |
| 4    | Turquía    | 3  | 0 | 3 | 160 | 183 | −23 | 3   | Grupo G       |

 Fuente: FIBA
Jornada 1
| 2 de julio | Francia                                                          | 51–35                             | Turquía                                                     | Tinajo |  |
| 18:30      | Parciales: 5–13, 15–4, 19–9, 12–9                                | Parciales: 5–13, 15–4, 19–9, 12–9 | Parciales: 5–13, 15–4, 19–9, 12–9                           | |  |
|            | Estadísticas Johannès 15 tres jugadoras 5 Millavet 2 Johannès 18 | Reporte Pts Reb Asts Val          | Estadísticas 12 Gülcan 6 Çoklar 1 cuatro jugadoras 9 Çoklar | Pabellón: Pabellón municipal de deportes Asistencia: 200 espectadores Árbitros: Milivoje Jovčić Charalampos Karakatsounis Robert Paulik |  |

| 2 de julio | Eslovaquia                                                                   | 64–48                               | Letonia                                                                 | Tinajo |  |
| 20:45      | Parciales: 17–10, 25–9, 14–15, 8–14                                          | Parciales: 17–10, 25–9, 14–15, 8–14 | Parciales: 17–10, 25–9, 14–15, 8–14                                     | |  |
|            | Estadísticas Dudášová 22 tres jugadoras 5 Páleníková, Dudášová 2 Dudášová 26 | Reporte Pts Reb Asts Val            | Estadísticas 15 D. Strautmane 9 P. Strautmane 4 Kudule 19 D. Strautmane | Pabellón: Pabellón municipal de deportes Asistencia: 100 espectadores Árbitros: Francisco Araña Alakbar Hasanov Bert van Slooten |  |

Jornada 2
| 3 de julio | Turquía                                                        | 57–60                                 | Eslovaquia                                                                | Teguise |  |
| 16:15      | Parciales: 19–16, 10–15, 18–19, 10–10                          | Parciales: 19–16, 10–15, 18–19, 10–10 | Parciales: 19–16, 10–15, 18–19, 10–10                                     | |  |
|            | Estadísticas Şenyürek 12 Çoklar 11 Akbaş 7 Çoklar, Şenyürek 14 | Reporte Pts Reb Asts Val              | Estadísticas 14 Páleníková 10 Remenárová, Hadačová 2 Dudášová 18 Hadačová | Pabellón: Pabellón Municipal de Teguise Asistencia: 150 espectadores Árbitros: Mykola Ambrosov Vincent Delestrée Anastasios Manos |  |

| 3 de julio | Letonia                                                                        | 52–61                               | Francia                                                            | Teguise |  |
| 18:30      | Parciales: 9–24, 20–12, 14–10, 9–15                                            | Parciales: 9–24, 20–12, 14–10, 9–15 | Parciales: 9–24, 20–12, 14–10, 9–15                                | |  |
|            | Estadísticas P. Strautmane 16 P. Strautmane 7 D. Strautmane 3 P. Strautmane 16 | Reporte Pts Reb Asts Val            | Estadísticas 21 Gaye 7 Millavet, Mané Johannès 4 Johannès, Gaye 18 | Pabellón: Pabellón Municipal de Teguise Asistencia: 100 espectadores Árbitros: Sergey Krug Grzegorz Ziemblicki Anna Cardús |  |

Jornada 3
| 4 de julio | Letonia                                                                 | 72–68                                | Turquía                                             | Tinajo |  |
| 14:00      | Parciales: 21–17, 20–8, 15–23, 16–20                                    | Parciales: 21–17, 20–8, 15–23, 16–20 | Parciales: 21–17, 20–8, 15–23, 16–20                | |  |
|            | Estadísticas P. Strautmane 22 P. Strautmane 9 Kudule 6 P. Strautmane 29 | Reporte Pts Reb Asts Val             | Estadísticas 26 Gülcan 8 Şenyürek 3 Akbaş Gülcan 20 | Pabellón: Pabellón municipal de deportes Asistencia: 125 espectadores Árbitros: Vladan Šundić Nadege Anaize Zouzou Tamás Földhazi |  |

| 4 de julio | Francia                                                                         | 61–36                               | Eslovaquia                                                         | Tinajo |  |
| 20:45      | Parciales: 13–6, 13–15, 19–4, 16–11                                             | Parciales: 13–6, 13–15, 19–4, 16–11 | Parciales: 13–6, 13–15, 19–4, 16–11                                | |  |
|            | Estadísticas Djaldi-Tabdi 10 Naigre, Djaldi-Tabdi 7 Devillers 5 Djaldi-Tabdi 16 | Reporte Pts Reb Asts Val            | Estadísticas 11 Remenárová 5 Remenárová 3 Páleníková 11 Remenárová | Pabellón: Pabellón municipal de deportes Asistencia: 100 espectadores Árbitros: Milivoje Jovčić Francisco Araña Charalampos Karakatsounis |  |

### Grupo C
| Pos. | Equipo          | PJ | G | P | PF  | PC  | DP  | Pts | Clasificación |
| ---- | --------------- | -- | - | - | --- | --- | --- | --- | ------------- |
| 1    | España          | 3  | 3 | 0 | 220 | 142 | +78 | 6   | Segunda ronda |
| 2    | Italia          | 3  | 2 | 1 | 193 | 159 | +34 | 5   | Segunda ronda |
| 3    | Hungría         | 3  | 1 | 2 | 175 | 219 | −44 | 4   | Segunda ronda |
| 4    | República Checa | 3  | 0 | 3 | 149 | 217 | −68 | 3   | Grupo G       |

 Fuente: FIBA
Jornada 1
| 2 de julio | España                                         | 54–43                              | Italia                                                        | Teguise |  |
| 18:30      | Parciales: 12–6, 16–9, 11–9, 15–19             | Parciales: 12–6, 16–9, 11–9, 15–19 | Parciales: 12–6, 16–9, 11–9, 15–19                            | |  |
|            | Estadísticas Lo 13 Romero, Lo 7 Romero 2 Lo 13 | Reporte Pts Reb Asts Val           | Estadísticas 14 Zandalasini 3 cinco jugadoras ninguna 7 Penna | Pabellón: Pabellón Municipal de Teguise Asistencia: 1000 espectadores Árbitros: Grzegorz Ziemblicki özlem Yalman Carlos Santos |  |

| 2 de julio | República Checa                                              | 59–61                                 | Hungría                                                 | Teguise |  |
| 20:45      | Parciales: 12–11, 20–12, 10–23, 17–15                        | Parciales: 12–11, 20–12, 10–23, 17–15 | Parciales: 12–11, 20–12, 10–23, 17–15                   | |  |
|            | Estadísticas Mainclová 11 Opočenská 8 Kopecká 1 Opočenská 10 | Reporte Pts Reb Asts Val              | Estadísticas 14 Aldazabal 7 Kaposi ninguna 17 Aldazabal | Pabellón: Pabellón Municipal de Teguise Asistencia: 700 espectadores Árbitros: Vladan Šundić Tomislav Hordov Nadege Anaize Zouzou |  |

Jornada 2
| 3 de julio | Italia                                                | 79–39                               | República Checa                                                             | Tinajo |  |
| 16:15      | Parciales: 10–13, 17–13, 31–6, 21–7                   | Parciales: 10–13, 17–13, 31–6, 21–7 | Parciales: 10–13, 17–13, 31–6, 21–7                                         | |  |
|            | Estadísticas Zandalasini 18 Penna 10 Penna 5 Penna 22 | Reporte Pts Reb Asts Val            | Estadísticas 9 Kopecká 9 Mainclová 2 tres jugadoras 7 Mainclová, Křivánková | Pabellón: Pabellón municipal de deportes Asistencia: 100 espectadores Árbitros: Bert van Slooten Milivoje Jovčić Dariusz Lenczowski |  |

| 3 de julio | Hungría                                       | 48–89                                | España                                                                | Teguise |  |
| 18:30      | Parciales: 15–25, 11–16, 7–30, 15–18          | Parciales: 15–25, 11–16, 7–30, 15–18 | Parciales: 15–25, 11–16, 7–30, 15–18                                  | |  |
|            | Estadísticas Papp 9 Dobos 5 Böröndy 3 Varga 8 | Reporte Pts Reb Asts Val             | Estadísticas 20 Quevedo 11 Solé 3 Rodríguez, Arrojo, Romero 24 Arrojo | Pabellón: Pabellón Municipal de Teguise Asistencia: 400 espectadores Árbitros: Charalampos Karakatsounis Ilias Kounelles Nadege Anaize Zouzou |  |

Jornada 3
| 4 de julio | Hungría                                                           | 66–71                                 | Italia                                                      | Tinajo |  |
| 14:00      | Parciales: 18–18, 15–17, 17–21, 16–15                             | Parciales: 18–18, 15–17, 17–21, 16–15 | Parciales: 18–18, 15–17, 17–21, 16–15                       | |  |
|            | Estadísticas Ruff-Nagy 17 Böröndy 9 tres jugadoras 3 Ruff-Nagy 19 | Reporte Pts Reb Asts Val              | Estadísticas 13 Tagliamento 13 Penna 5 Peresson 12 Barberis | Pabellón: Pabellón municipal de deportes Asistencia: 100 espectadores Árbitros: Ingus Baumanis Mykola Ambrosov Sergey Krug |  |

| 4 de julio | España                                                | 77–51                                | República Checa                                                           | Teguise |  |
| 18:30      | Parciales: 15–19, 18–11, 23–6, 21–15                  | Parciales: 15–19, 18–11, 23–6, 21–15 | Parciales: 15–19, 18–11, 23–6, 21–15                                      | |  |
|            | Estadísticas Orts 18 Solé 7 Canella, Romero 4 Orts 18 | Reporte Pts Reb Asts Val             | Estadísticas 8 Mainclová, Opočenská 6 Krivánková 3 Beránková 10 Opočenská | Pabellón: Pabellón Municipal de Teguise Asistencia: 400 espectadores Árbitros: Özlem Yalman Carlos Santos Tomislav Hordov |  |

### Grupo D
| Pos. | Equipo       | PJ | G | P | PF  | PC  | DP  | Pts | Clasificación |
| ---- | ------------ | -- | - | - | --- | --- | --- | --- | ------------- |
| 1    | Portugal     | 3  | 2 | 1 | 186 | 148 | +38 | 5   | Segunda ronda |
| 2    | Países Bajos | 3  | 2 | 1 | 215 | 182 | +33 | 5   | Segunda ronda |
| 3    | Bélgica      | 3  | 2 | 1 | 182 | 164 | +18 | 5   | Segunda ronda |
| 4    | Ucrania      | 3  | 0 | 3 | 134 | 223 | −89 | 3   | Grupo G       |

 Fuente: FIBA
Notas:
1. 1 2 3  Portugal: 3 pts., +7 DP; Países Bajos: 3 pts., +3 DP; Bélgica: 3 pts., -10 DP

Jornada 1
| 2 de julio | Países Bajos                                        | 62–56                                 | Portugal                                                          | Teguise |  |
| 14:00      | Parciales: 17–11, 14–11, 12–13, 19–21               | Parciales: 17–11, 14–11, 12–13, 19–21 | Parciales: 17–11, 14–11, 12–13, 19–21                             | |  |
|            | Estadísticas Cornelius 12 Hof 12 Slim, Hof 3 Hof 20 | Reporte Pts Reb Asts Val              | Estadísticas 15 Filipe 6 Kostourkova, Filipe 6 Ferreira 16 Filipe | Pabellón: Pabellón Municipal de Teguise Asistencia: 100 espectadores Árbitros: Ilias Kounelles Milan Brziak Tamás Földhazi |  |

| 2 de julio | Bélgica                                                                      | 66–38                               | Ucrania                                                        | Teguise |  |
| 16:15      | Parciales: 18–8, 19–11, 15–8, 14–11                                          | Parciales: 18–8, 19–11, 15–8, 14–11 | Parciales: 18–8, 19–11, 15–8, 14–11                            | |  |
|            | Estadísticas Ben Abdelkader 13 Ben Abdelkader 7 Ben Abdelkader 1 de Baets 11 | Reporte Pts Reb Asts Val            | Estadísticas 12 Stepaniuk 12 Yurkevichus ninguna 9 Yurkevichus | Pabellón: Pabellón Municipal de Teguise Asistencia: 300 espectadores Árbitros: Alessandro Martolini Dariusz Lenczowski Sergey Krug |  |

Jornada 2
| 3 de julio | Ucrania                                                            | 58–88                                 | Países Bajos                                       | Tinajo |  |
| 14:00      | Parciales: 10–16, 16–23, 17–24, 15–25                              | Parciales: 10–16, 16–23, 17–24, 15–25 | Parciales: 10–16, 16–23, 17–24, 15–25              | |  |
|            | Estadísticas Yatskovets 16 Yurkevichus 12 Horobets 3 Yurkevichus 8 | Reporte Pts Reb Asts Val              | Estadísticas 19 van Veen 12 Slim 4 Boonstra 26 Hof | Pabellón: Pabellón municipal de deportes Asistencia: 100 espectadores Árbitros: Tomislav Hordov Alakbar Hasanov Özlem Yalman |  |

| 3 de julio | Portugal                                                                | 61–48                               | Bélgica                                                                       | Tinajo |  |
| 20:45      | Parciales: 23–17, 7–12, 13–11, 18–8                                     | Parciales: 23–17, 7–12, 13–11, 18–8 | Parciales: 23–17, 7–12, 13–11, 18–8                                           | |  |
|            | Estadísticas E. Ferreira 15 L. Ferreira 12 L. Ferreira 4 L. Ferreira 17 | Reporte Pts Reb Asts Val            | Estadísticas 30 Ben Abdelkader 8 H. Nauwelaers 2 Devliegher 13 Ben Abdelkader | Pabellón: Pabellón municipal de deportes Asistencia: 100 espectadores Árbitros: Mathieu Hosselet Tamás Földhazi Ingus Baumanis |  |

Jornada 3
| 4 de julio | Países Bajos                                      | 65–68                                 | Bélgica                                                                   | Teguise |  |
| 16:15      | Parciales: 15–20, 19–14, 19–12, 12–22             | Parciales: 15–20, 19–14, 19–12, 12–22 | Parciales: 15–20, 19–14, 19–12, 12–22                                     | |  |
|            | Estadísticas Cornelius 20 Hof 9 van Veen 3 Hof 19 | Reporte Pts Reb Asts Val              | Estadísticas 26 Ben Abdelkader 9 Bernard 4 de Baets An-Katrien Nauwelaers | Pabellón: Pabellón Municipal de Teguise Asistencia: 125 espectadores Árbitros: Alessandro Martolini Milan Brziak Ilias Kounelles |  |

| 4 de julio | Ucrania                                                             | 38–69                                | Portugal                                                                               | Tinajo |  |
| 20:45      | Parciales: 4–20, 11–15, 12–15, 11–19                                | Parciales: 4–20, 11–15, 12–15, 11–19 | Parciales: 4–20, 11–15, 12–15, 11–19                                                   | |  |
|            | Estadísticas Horobets 15 Yurkevichus 14 tres jugadores 2 Teleshyk 7 | Reporte Pts Reb Asts Val             | Estadísticas 21 L. Ferreira 8 Soeiro, Kostourkova 4 L. Ferreira, Soeiro 21 L. Ferreira | Pabellón: Pabellón municipal de deportes Asistencia: 100 espectadores Árbitros: Grzegorz Ziemlicki Dariusz Lenczowski Robert Paulik |  |

## Segunda ronda

### Grupo E
| Pos. | Equipo     | PJ | G | P | PF  | PC  | DP   | Pts | Clasificación    |
| ---- | ---------- | -- | - | - | --- | --- | ---- | --- | ---------------- |
| 1    | Francia    | 5  | 5 | 0 | 328 | 214 | +114 | 10  | Cuartos de final |
| 2    | Rusia      | 5  | 3 | 2 | 268 | 280 | −12  | 8   | Cuartos de final |
| 3    | Eslovaquia | 5  | 3 | 2 | 271 | 269 | +2   | 8   | Cuartos de final |
| 4    | Polonia    | 5  | 2 | 3 | 279 | 280 | −1   | 7   | Cuartos de final |
| 5    | Letonia    | 5  | 2 | 3 | 262 | 294 | −32  | 7   | Cuadro 9º-16º    |
| 6    | Alemania   | 5  | 0 | 5 | 241 | 312 | −71  | 5   | Cuadro 9º-16º    |

 Fuente: FIBA
Notas:
1. 1 2  Rusia 67–60 Eslovaquia
2. 1 2  Polonia 68–51 Letonia

Jornada 1
| 6 de julio | Letonia                                                                 | 49–46                              | Rusia                                                                  | Teguise |  |
| 14:00      | Parciales: 13–8, 4–16, 15–19, 17–3                                      | Parciales: 13–8, 4–16, 15–19, 17–3 | Parciales: 13–8, 4–16, 15–19, 17–3                                     | |  |
|            | Estadísticas P. Strautmane 18 Bīriņa 8 D. Strautmane 6 P. Strautmane 17 | Reporte Pts Reb Asts Val           | Estadísticas 15 Kuzmina 7 Kuzmina 2 Chaykovskaya, Pachurina 14 Kuzmina | Pabellón: Pabellón Municipal de Teguise Asistencia: 100 espectadores Árbitros: Milivoje Jovčić Tomislav Hordov Anastasios Manos |  |

| 6 de julio | Alemania                                                           | 35–65                              | Francia                                              | Teguise |  |
| 16:15      | Parciales: 7–20, 2–17, 14–19, 12–9                                 | Parciales: 7–20, 2–17, 14–19, 12–9 | Parciales: 7–20, 2–17, 14–19, 12–9                   | |  |
|            | Estadísticas Debgeon 9 Debgeon, Hartmann 7 Körner, Aha 2 Debgeon 9 | Reporte Pts Reb Asts Val           | Estadísticas 16 Gaye 9 Gaye 2 Johannès, Hero 21 Gaye | Pabellón: Pabellón Municipal de Teguise Asistencia: 125 espectadores Árbitros: Alessandro Martolini Robert Paulik Carlos Santos |  |

| 6 de julio | Eslovaquia                                                   | 51–46                                | Polonia                                                                   | Tinajo |  |
| 18:30      | Parciales: 9–10, 15–12, 10–10, 17–14                         | Parciales: 9–10, 15–12, 10–10, 17–14 | Parciales: 9–10, 15–12, 10–10, 17–14                                      | |  |
|            | Estadísticas Dudášová 19 Páleníková 8 Dudášová 4 Dudášová 19 | Reporte Pts Reb Asts Val             | Estadísticas 16 Stankiewicz 9 Szajtauer 3 Stankiewicz, Naczk 13 Szajtauer | Pabellón: Pabellón municipal de deportes Asistencia: 100 espectadores Árbitros: Francisco Araña Anna Cardús Vincent Delestrée |  |

Jornada 2
| 7 de julio | Rusia                                                                  | 67–60                                 | Eslovaquia                                                   | Teguise |  |
| 14:00      | Parciales: 16–14, 15–10, 20–12, 16–24                                  | Parciales: 16–14, 15–10, 20–12, 16–24 | Parciales: 16–14, 15–10, 20–12, 16–24                        | |  |
|            | Estadísticas Komarova 16 Pachurina 9 Sazonova, Shchukina 5 Komarova 19 | Reporte Pts Reb Asts Val              | Estadísticas 27 Stašová 7 Páleníková 3 Remenárová 20 Stašová | Pabellón: Pabellón Municipal de Teguise Asistencia: 100 espectadores Árbitros: Charalampos Karakatsounis Mykola Ambrosov Bert van Slooten |  |

| 7 de julio | Polonia                                       | 47–69                                | Francia                                                 | Tinajo |  |
| 20:45      | Parciales: 18–26, 5–12, 13–18, 11–13          | Parciales: 18–26, 5–12, 13–18, 11–13 | Parciales: 18–26, 5–12, 13–18, 11–13                    | |  |
|            | Estadísticas Poboży 10 Drop 5 Naczk 4 Drop 13 | Reporte Pts Reb Asts Val             | Estadísticas 15 Millavet 7 Guapo 4 Johannès 16 Millavet | Pabellón: Pabellón municipal de deportes Asistencia: 100 espectadores Árbitros: Francisco Araña Vincent Delestrée Tamás Földhazi |  |

| 7 de julio | Letonia                                                                  | 62–55                                 | Alemania                                                | Teguise |  |
| 20:45      | Parciales: 14–11, 16–10, 10–14, 22–20                                    | Parciales: 14–11, 16–10, 10–14, 22–20 | Parciales: 14–11, 16–10, 10–14, 22–20                   | |  |
|            | Estadísticas D. Strautmane 21 D. Strautmane 12 Kudule 5 D. Strautmane 28 | Reporte Pts Reb Asts Val              | Estadísticas 15 Hartmann 12 Debgeon 6 Körner 14 Debgeon | Pabellón: Pabellón Municipal de Teguise Asistencia: 100 espectadores Árbitros: Francisco Araña Vincent Delestrée Tamás Földhazi |  |

Jornada 3
| 8 de julio | Polonia                                                                 | 68–51                                 | Letonia | Tinajo |  |
| 18:30      | Parciales: 21–14, 11–11, 11–13, 25–13                                   | Parciales: 21–14, 11–11, 11–13, 25–13 | Parciales: 21–14, 11–11, 11–13, 25–13                                                                       | |  |
|            | Estadísticas Stankiewicz 30 Rembiszewska 7 Stankiewicz 3 Stankiewicz 20 | Reporte Pts Reb Asts Val              | Estadísticas 13 P. Strautmane 10 P. Strautmane 2 D. Strautmane, P. Strautmane 17 P. Strautmane, Fridenberga | Pabellón: Pabellón municipal de deportes Asistencia: 100 espectadores Árbitros: Alessandro Martolini Mykola Ambrosov Bert van Slooten |  |

| 8 de julio | Eslovaquia                                                         | 60–47                                | Alemania                                             | Tinajo |  |
| 20:45      | Parciales: 15–15, 8–11, 20–11, 17–10                               | Parciales: 15–15, 8–11, 20–11, 17–10 | Parciales: 15–15, 8–11, 20–11, 17–10                 | |  |
|            | Estadísticas Remenárová 16 Remenárová 9 Páleníková 3 Remenárová 22 | Reporte Pts Reb Asts Val             | Estadísticas 18 Degbeon 8 Degbeon 4 Stach 18 Degbeon | Pabellón: Pabellón municipal de deportes Asistencia: 100 espectadores Árbitros: Alakbar Hasanov Vladan Šundić Nadege Anaize Zouzou |  |

| 8 de julio | Francia                                                | 72–44                                | Rusia                                                               | Teguise |  |
| 20:45      | Parciales: 14–11, 11–16, 28–10, 19–7                   | Parciales: 14–11, 11–16, 28–10, 19–7 | Parciales: 14–11, 11–16, 28–10, 19–7                                | |  |
|            | Estadísticas Johannès 17 Gaye 7 Johannès 4 Johannès 22 | Reporte Pts Reb Asts Val             | Estadísticas 15 Komarova 7 Abaiburova 2 tres jugadoras 13 Pachurina | Pabellón: Pabellón Municipal de Teguise Asistencia: 100 espectadores Árbitros: Carlos Santos Robert Paulik Anna Cardús |  |

### Grupo F
| Pos. | Equipo       | PJ | G | P | PF  | PC  | DP   | Pts | Clasificación    |
| ---- | ------------ | -- | - | - | --- | --- | ---- | --- | ---------------- |
| 1    | España       | 5  | 5 | 0 | 332 | 230 | +102 | 10  | Cuartos de final |
| 2    | Países Bajos | 5  | 3 | 2 | 324 | 311 | +13  | 8   | Cuartos de final |
| 3    | Portugal     | 5  | 2 | 3 | 266 | 275 | −9   | 7   | Cuartos de final |
| 4    | Italia       | 5  | 2 | 3 | 284 | 298 | −14  | 7   | Cuartos de final |
| 5    | Bélgica      | 5  | 2 | 3 | 277 | 303 | −26  | 7   | Cuadro 9º-16º    |
| 6    | Hungría      | 5  | 1 | 4 | 284 | 350 | −66  | 6   | Cuadro 9º-16º    |

 Fuente: FIBA
Notas:
1. 1 2 3  Portugal: 4 pts.; Italia: 3 pts.; Bélgica: 2 pts.

Jornada 1
| 6 de julio | Bélgica                                                                      | 46–67                                | España                                          | Teguise |  |
| 18:30      | Parciales: 10–14, 15–14, 8–15, 13–24                                         | Parciales: 10–14, 15–14, 8–15, 13–24 | Parciales: 10–14, 15–14, 8–15, 13–24            | |  |
|            | Estadísticas de Baets, Ben Abdelkader 12 Grzesinski 8 de Baets 5 de Baets 17 | Reporte Pts Reb Asts Val             | Estadísticas 14 Lo 13 Romero 7 Romero 23 Romero | Pabellón: Pabellón Municipal de Teguise Asistencia: 450 espectadores Árbitros: Grzegorz Ziemblicki Sergey Krug Mathieu Hosselet |  |

| 6 de julio | Países Bajos                                          | 68–62                                 | Italia                                                                    | Tinajo |  |
| 20:45      | Parciales: 23–21, 10–12, 15–15, 20–14                 | Parciales: 23–21, 10–12, 15–15, 20–14 | Parciales: 23–21, 10–12, 15–15, 20–14                                     | |  |
|            | Estadísticas Slim, Hof 15 Slim 11 Cornelius 4 Slim 20 | Reporte Pts Reb Asts Val              | Estadísticas 20 Tagliamento 8 Zandalasini, Penna Kacerik 4 Tagliamento 20 | Pabellón: Pabellón municipal de deportes Asistencia: 100 espectadores Árbitros: Charalampos Karakatsounis Dariusz Lenczowski Mykola Ambrosov |  |

| 6 de julio | Hungría                                                   | 46–41                             | Portugal                                                           | Teguise |  |
| 20:45      | Parciales: 16–20, 7–6, 13–8, 10–7                         | Parciales: 16–20, 7–6, 13–8, 10–7 | Parciales: 16–20, 7–6, 13–8, 10–7                                  | |  |
|            | Estadísticas Dobos 12 Kaposi 9 tres jugadoras 1 Kaposi 14 | Reporte Pts Reb Asts Val          | Estadísticas 17 Kostourkova 10 L. Ferreira 5 Soeiro 17 Kostourkova | Pabellón: Pabellón Municipal de Teguise Asistencia: 79 espectadores Árbitros: Vladan Šundić Milan Brziak Özlem Yalman |  |

Jornada 2
| 7 de julio | Italia                                               | 60–64                                | Portugal                                                      | Teguise |  |
| 16:15      | Parciales: 19–21, 7–15, 20–18, 14–10                 | Parciales: 19–21, 7–15, 20–18, 14–10 | Parciales: 19–21, 7–15, 20–18, 14–10                          | |  |
|            | Estadísticas Penna 18 Penna 9 Zandalasini 4 Penna 20 | Reporte Pts Reb Asts Val             | Estadísticas 17 Filipe 10 Kostourkova 7 Soeiro 21 Kostourkova | Pabellón: Pabellón Municipal de Teguise Asistencia: 150 espectadores Árbitros: Grzegorz Ziemblicki Ingus Baumanis Sergey Krug |  |

| 7 de julio | España                                                       | 63–49                                | Países Bajos                                      | Teguise |  |
| 18:30      | Parciales: 16–17, 17–11, 17–13, 13–8                         | Parciales: 16–17, 17–11, 17–13, 13–8 | Parciales: 16–17, 17–11, 17–13, 13–8              | |  |
|            | Estadísticas Arrojo 18 Romero 7 Esparcia, Arrojo 4 Arrojo 21 | Reporte Pts Reb Asts Val             | Estadísticas 16 Hof 5 Boonstra 3 Cornelius 15 Hof | Pabellón: Pabellón Municipal de Teguise Asistencia: 500 espectadores Árbitros: Anastasios Manos Alakbar Hasanov Ilias Kounelles |  |

| 7 de julio | Bélgica                                                                                   | 69–62                                 | Hungría                                                  | Tinajo |  |
| 18:30      | Parciales: 16–12, 17–18, 17–16, 19–16                                                     | Parciales: 16–12, 17–18, 17–16, 19–16 | Parciales: 16–12, 17–18, 17–16, 19–16                    | |  |
|            | Estadísticas Ben Abdelkader 27 Grzesinski 8 H. Nauwelaers, Grzesinski 3 Ben Abdelkader 18 | Reporte Pts Reb Asts Val              | Estadísticas 13 Aldazabal 9 Böröndy 2 Szabó 15 Aldazabal | Pabellón: Pabellón municipal de deportes Asistencia: 100 espectadores Árbitros: Tomislav Hordov Robert Paulik Nadege Anaize Zouzou |  |

Jornada 3
| 8 de julio | Italia                                                                  | 48–46                               | Bélgica                                                                 | Teguise |  |
| 14:00      | Parciales: 15–8, 6–14, 16–13, 11–11                                     | Parciales: 15–8, 6–14, 16–13, 11–11 | Parciales: 15–8, 6–14, 16–13, 11–11                                     | |  |
|            | Estadísticas Zandalasini 16 Zandalasini 12 Zandalasini 3 Zandalasini 20 | Reporte Pts Reb Asts Val            | Estadísticas 15 H. Nauwelaers 12 Grzesinski 7 de Baets 14 H. Nauwelaers | Pabellón: Pabellón Municipal de Teguise Asistencia: 100 espectadores Árbitros: Milivoje Jovčić Ilias Kounelles Dariusz Lenczowski |  |

| 8 de julio | Países Bajos                                   | 80–62                                | Hungría                                                 | Teguise |  |
| 16:15      | Parciales: 25–7, 11–20, 24–15, 20–20           | Parciales: 25–7, 11–20, 24–15, 20–20 | Parciales: 25–7, 11–20, 24–15, 20–20                    | |  |
|            | Estadísticas Slim 15 Hof 12 Cornelius 5 Hof 22 | Reporte Pts Reb Asts Val             | Estadísticas 15 Ruff-Nagy 6 Kaposi 3 Böröndy 17 Böröndy | Pabellón: Pabellón Municipal de Teguise Asistencia: 125 espectadores Árbitros: Sergey Krug Milan Brziak Özlem Yalman |  |

| 8 de julio | Portugal                                                        | 44–59                               | España                                             | Teguise |  |
| 18:30      | Parciales: 16–15, 12–12, 7–16, 9–16                             | Parciales: 16–15, 12–12, 7–16, 9–16 | Parciales: 16–15, 12–12, 7–16, 9–16                | |  |
|            | Estadísticas L. Ferreira 11 L. Ferreira 7 Soeiro 5 Cortinhas 11 | Reporte Pts Reb Asts Val            | Estadísticas 12 Romero 8 Arrojo 4 Arrojo 15 Arrojo | Pabellón: Pabellón Municipal de Teguise Asistencia: 500 espectadores Árbitros: Charalampos Karakatsounis Tomislav Hordov Mathieu Hosselet |  |

## Fase de clasificación

### Grupo G
El último clasificado de cada grupo de la primera ronda compitió en este grupo, con formato round-robin, para determinar los cuatro no cabezas de serie en los playoffs del 9.º al 16.º lugar.
| Pos. | Equipo          | PJ | G | P | PF  | PC  | DP  | Pts |
| ---- | --------------- | -- | - | - | --- | --- | --- | --- |
| 1    | Serbia          | 3  | 3 | 0 | 226 | 202 | +24 | 6   |
| 2    | Turquía         | 3  | 2 | 1 | 186 | 172 | +14 | 5   |
| 3    | República Checa | 3  | 1 | 2 | 227 | 214 | +13 | 4   |
| 4    | Ucrania         | 3  | 0 | 3 | 169 | 220 | −51 | 3   |

 Fuente: FIBA
Jornada 1
| 6 de julio | Serbia                                                                    | 81–71                                 | Ucrania                                                     | Tinajo |  |
| 14:00      | Parciales: 21–18, 17–17, 19–20, 24–16                                     | Parciales: 21–18, 17–17, 19–20, 24–16 | Parciales: 21–18, 17–17, 19–20, 24–16                       | |  |
|            | Estadísticas Crvendakić 22 Stanković 10 Spasojević, Mandić 5 Stanković 27 | Reporte Pts Reb Asts Val              | Estadísticas 19 Horobets 8 Yatskovets 6 Zhmurko 26 Horobets | Pabellón: Pabellón municipal de Deportes de Tinajo Asistencia: 100 espectadores Árbitros: Alakbar Hasanov Tamás Földhazi Nadege Anaize Zouzou |  |

| 6 de julio | Turquía                                                 | 75–68                                 | República Checa                                                      | Tinajo |  |
| 16:15      | Parciales: 18–13, 17–12, 13–24, 27–19                   | Parciales: 18–13, 17–12, 13–24, 27–19 | Parciales: 18–13, 17–12, 13–24, 27–19                                | |  |
|            | Estadísticas Çoklar Şenyürek 11 Akbaş, Uzun 4 Çoklar 28 | Reporte Pts Reb Asts Val              | Estadísticas 15 Kaňuková 7 Kaňuková, Mircová 4 Opočenská 15 Kaňuková | Pabellón: Pabellón municipal de Deportes de Tinajo Asistencia: 100 espectadores Árbitros: Ingus Baumanis Bert van Slooten Ilias Kounelles |  |

Jornada 2
| 7 de julio | República Checa                                                            | 82–86                                 | Serbia                                                         | Tinajo |  |
| 14:00      | Parciales: 28–13, 15–26, 19–22, 20–25                                      | Parciales: 28–13, 15–26, 19–22, 20–25 | Parciales: 28–13, 15–26, 19–22, 20–25                          | |  |
|            | Estadísticas Moučková 19 tres jugadoras 6 Kopecká, Beránková 5 Moučková 18 | Reporte Pts Reb Asts Val              | Estadísticas 32 Crvendakić 11 Stanković 5 Mandić 40 Crvendakić | Pabellón: Pabellón municipal de Deportes de Tinajo Asistencia: 100 espectadores Árbitros: Alessandro Martolini Mathieu Hosselet Dariusz Lenczowski |  |

| 7 de julio | Ucrania                                                                   | 45–62                               | Turquía                                               | Tinajo |  |
| 16:15      | Parciales: 11–12, 17–11, 8–23, 9–16                                       | Parciales: 11–12, 17–11, 8–23, 9–16 | Parciales: 11–12, 17–11, 8–23, 9–16                   | |  |
|            | Estadísticas Horobets 14 Yurkevichus 13 Balaban, Horobets 3 Yatskovets 17 | Reporte Pts Reb Asts Val            | Estadísticas 14 Akbaş, Uzun 9 Darınç 5 Akbaş 13 Akbaş | Pabellón: Pabellón municipal de Deportes de Tinajo Asistencia: 100 espectadores Árbitros: Carlos Santos Milan Brziak Anna Cardús |  |

Jornada 3
| 8 de julio | República Checa                                                           | 77–53                                | Ucrania                                                                 | Tinajo |  |
| 14:00      | Parciales: 15–12, 23–7, 18–11, 21–23                                      | Parciales: 15–12, 23–7, 18–11, 21–23 | Parciales: 15–12, 23–7, 18–11, 21–23                                    | |  |
|            | Estadísticas tres jugadores 12 Kaňuková 8 Moučková, Mircová 4 Moučková 15 | Reporte Pts Reb Asts Val             | Estadísticas 10 Yurkevichus 19 Yurkevichus 4 Yurkevichus 18 Yurkevichus | Pabellón: Pabellón municipal de Deportes de Tinajo Asistencia: 100 espectadores Árbitros: Grzegorz Ziemblicki Vincent Delestrée Anastasios Manos |  |

| 8 de julio | Serbia                                                              | 59–49                                | Turquía                                                    | Tinajo |  |
| 16:15      | Parciales: 12–18, 19–6, 18–14, 10–11                                | Parciales: 12–18, 19–6, 18–14, 10–11 | Parciales: 12–18, 19–6, 18–14, 10–11                       | |  |
|            | Estadísticas Stanković 16 Stanković 12 Corda, Mandić 4 Stanković 22 | Reporte Pts Reb Asts Val             | Estadísticas 16 Akbaş 8 Şenyürek 2 Erat 13 Akbaş, Şenyürek | Pabellón: Pabellón municipal de Deportes de Tinajo Asistencia: 100 espectadores Árbitros: Francisco Araña Ingus Baumanis Tamás Földhazi |  |

### Cuadro por el 9.º-16.º lugar
|  | Partido 13.er lugar | Partido 13.er lugar |                 |         | Semifinales 13.er-16.º | Semifinales 13.er-16.º |             |             | Cuartos de final 9.º-16.º | Cuartos de final 9.º-16.º |         |         | Semifinales 9.º-12.º | Semifinales 9.º-12.º |  |  | Partido 9.º. lugar | Partido 9.º. lugar |
|  |                     |                     |                 |         |                        |                        |             |             |                           |                           |         |         |                      |                      |  |  |                    |                    |
|  |                     |                     |                 |         |                        |                        |             |             | 10 de julio               |                           |         |         |                      |                      |  |  |                    |                    |
|  |                     |                     |                 |         |                        |                        |             |             |                           |                           |         |         |                      |                      |  |  |                    |                    |
|  | 12 de julio         | 12 de julio         |                 |         | 11 de julio            | 11 de julio            |             |             | Bélgica                   | 77                        |         |         | 11 de julio          | 11 de julio          |  |  | 12 de julio        | 12 de julio        |
|  | 12 de julio         | 12 de julio         |                 |         | 11 de julio            | 11 de julio            |             |             | Bélgica                   | 77                        |         |         | 11 de julio          | 11 de julio          |  |  | 12 de julio        | 12 de julio        |
|  | 12 de julio         | 12 de julio         |                 |         | 11 de julio            | 11 de julio            | Ucrania     | 51          |                           |                           |         |         | 11 de julio          | 11 de julio          |  |  | 12 de julio        | 12 de julio        |
|  | 12 de julio         | 12 de julio         |                 | Ucrania | 49                     |                        | Ucrania     | 51          |                           |                           |         | Bélgica | 56                   |                      |  |  | 12 de julio        | 12 de julio        |
|  | 12 de julio         | 12 de julio         | 10 de julio     | Ucrania | 49                     |                        |             |             |                           |                           |         | Bélgica | 56                   |                      |  |  | 12 de julio        | 12 de julio        |
|  | 12 de julio         | 12 de julio         |                 |         | Alemania               | 62                     |             |             | Serbia                    | 64                        |         |         |                      |                      |  |  | 12 de julio        | 12 de julio        |
|  | 12 de julio         | 12 de julio         | Alemania        | 53      | Alemania               | 62                     |             |             | Serbia                    | 64                        |         |         |                      |                      |  |  | 12 de julio        | 12 de julio        |
|  | 12 de julio         | 12 de julio         | Alemania        | 53      |                        |                        |             |             |                           |                           |         |         |                      |                      |  |  | 12 de julio        | 12 de julio        |
|  | 12 de julio         | 12 de julio         |                 |         | Serbia                 | 63                     |             |             |                           |                           |         |         |                      |                      |  |  | 12 de julio        | 12 de julio        |
|  | Alemania            | 53                  |                 |         | Serbia                 | 63                     | Serbia      | 49          |                           |                           |         |         |                      |                      |  |  |                    |                    |
|  | Alemania            | 53                  | 10 de julio     |         |                        |                        | Serbia      | 49          |                           |                           |         |         |                      |                      |  |  |                    |                    |
|  | Hungría             | 51                  |                 |         | Turquía                | 70                     |             |             |                           |                           |         |         |                      |                      |  |  |                    |                    |
|  | Hungría             | 51                  | Letonia         | 74      | Turquía                | 70                     |             |             |                           |                           |         |         |                      |                      |  |  |                    |                    |
|  |                     |                     | Letonia         | 74      | 11 de julio            | 11 de julio            | 11 de julio | 11 de julio |                           |                           |         |         |                      |                      |  |  |                    |                    |
|  |                     |                     | República Checa | 63      | 11 de julio            | 11 de julio            | 11 de julio | 11 de julio |                           |                           |         |         |                      |                      |  |  |                    |                    |
|  | Partido 15.º lugar  | Partido 15.º lugar  | República Checa | 63      | República Checa        | 72                     |             |             |                           |                           | Letonia | 44      | Partido 11.º lugar   | Partido 11.º lugar   |  |  |                    |                    |
|  | Partido 15.º lugar  | Partido 15.º lugar  | 10 de julio     |         | República Checa        | 72                     |             |             |                           |                           | Letonia | 44      | Partido 11.º lugar   | Partido 11.º lugar   |  |  |                    |                    |
|  | 12 de julio         | 12 de julio         |                 |         | Hungría                | 76                     |             |             | Turquía                   | 79                        |         |         | 12 de julio          | 12 de julio          |  |  |                    |                    |
|  | Ucrania             | 66                  | Hungría         | 59      | Hungría                | 76                     | Bélgica     | 57          | Turquía                   | 79                        |         |         |                      |                      |  |  |                    |                    |
|  | Ucrania             | 66                  | Hungría         | 59      |                        |                        | Bélgica     | 57          |                           |                           |         |         |                      |                      |  |  |                    |                    |
|  | República Checa     | 96                  |                 |         | Turquía                | 68                     |             |             | Letonia                   | 55                        |         |         |                      |                      |  |  |                    |                    |

#### Cuartos de final del 9º–16º lugar
| 10 de julio | Bélgica                                                                         | 77–51                                | Ucrania                                                          | Tinajo |  |
| 14:00       | Parciales: 28–8, 19–14, 15–12, 15–17                                            | Parciales: 28–8, 19–14, 15–12, 15–17 | Parciales: 28–8, 19–14, 15–12, 15–17                             | |  |
|             | Estadísticas Ben Abdelkader 26 Grzesinski 10 tres jugadoras 4 Ben Abdelkader 18 | Reporte Pts Reb Asts Val             | Estadísticas 20 Yurkevichus 11 Horobets 3 Balaban 19 Yurkevichus | Pabellón: Pabellón municipal de Deportes de Tinajo Asistencia: 100 espectadores Árbitros: Alakbar Hasanov Tamás Földhazi Dariusz Lenczowski |  |

| 10 de julio | Alemania                                              | 53–63                                | Serbia                                                       | Tinajo |  |
| 16:15       | Parciales: 15–15, 15–16, 6–20, 17–12                  | Parciales: 15–15, 15–16, 6–20, 17–12 | Parciales: 15–15, 15–16, 6–20, 17–12                         | |  |
|             | Estadísticas Stach 16 Hartmann 9 Körner 4 Hartmann 15 | Reporte Pts Reb Asts Val             | Estadísticas 21 Stanković 12 Stanković 5 Mandić 30 Stanković | Pabellón: Pabellón municipal de Deportes de Tinajo Asistencia: 100 espectadores Árbitros: Charalampos Karakatsounis Anna Cardús Mathieu Hosselet |  |

| 10 de julio | Hungría                                                                     | 59–68                                 | Turquía                                            | Tinajo |  |
| 18:30       | Parciales:' 17–11, 20–12, 15–25, 7–20                                       | Parciales:' 17–11, 20–12, 15–25, 7–20 | Parciales:' 17–11, 20–12, 15–25, 7–20              | |  |
|             | Estadísticas Szabó, Ruff-Nagy 12 Aldazabal 10 tres jugadoras 2 Aldazabal 11 | Reporte Pts Reb Asts Val              | Estadísticas 21 Coklar 9 Coklar 7 Gülcan 21 Coklar | Pabellón: Pabellón municipal de Deportes de Tinajo Asistencia: 100 espectadores Árbitros: Sergey Krug Carlos Santos Vincent Delestrée |  |

| 10 de julio | Letonia                                                         | 74–63                                | República Checa                                                     | Tinajo |  |
| 20:45       | Parciales: 14–18, 19–13, 18–24, 23–8                            | Parciales: 14–18, 19–13, 18–24, 23–8 | Parciales: 14–18, 19–13, 18–24, 23–8                                | |  |
|             | Estadísticas Kudule 16 D. Strautmane 10 Fridenberga 3 Kudule 18 | Reporte Pts Reb Asts Val             | Estadísticas 15 Opočenská 9 Mainclová 3 tres jugadoras 20 Opočenská | Pabellón: Pabellón municipal de Deportes de Tinajo Asistencia: 100 espectadores Árbitros: Milan Brziak Ilias Kounelles Nadege Anaize Zouzou |  |

#### Semifinales del 13º–16º lugar
| 11 de julio | Ucrania                                                                         | 49–62                                 | Alemania                                                | Tinajo |  |
| 14:00       | Parciales: 13–18, 10–15, 16–12, 10–17                                           | Parciales: 13–18, 10–15, 16–12, 10–17 | Parciales: 13–18, 10–15, 16–12, 10–17                   | |  |
|             | Estadísticas Teleshyk 13 Yurkevichus 12 Yatskovets, Skorbatyuk 2 Yurkevichus 16 | Reporte Pts Reb Asts Val              | Estadísticas 19 Hartmann 17 Stach 3 Hartmann 20 Degbeon | Pabellón: Pabellón municipal de Deportes de Tinajo Asistencia: 100 espectadores Árbitros: Robert Paulik Özlem Yalman Anastasios Manos |  |

| 11 de julio | República Checa                                                      | 72–76 TE                                           | Hungría                                                               | Tinajo |  |
| 16:15       | Parciales: 16–21, 19–7, 15–15, 12–19 (T.E.: 10–14)                   | Parciales: 16–21, 19–7, 15–15, 12–19 (T.E.: 10–14) | Parciales: 16–21, 19–7, 15–15, 12–19 (T.E.: 10–14)                    | |  |
|             | Estadísticas Mircová 17 Mainclová 10 Kopecká 7 Mainclová, Mircová 17 | Reporte Pts Reb Asts Val                           | Estadísticas 23 Ruff-Nagy 13 Ruff-Nagy 3 Papp, Ruff-Nagy 25 Ruff-Nagy | Pabellón: Pabellón municipal de Deportes de Tinajo Asistencia: 100 espectadores Árbitros: Francisco Araña Ingus Baumanis Alessandro Martolini |  |

#### Semifinales del 9º–12º lugar
| 11 de julio | Bélgica                                                                                          | 56–64                                 | Serbia                                                               | Tinajo |  |
| 18:30       | Parciales: 16–13, 10–21, 15–15, 15–15                                                            | Parciales: 16–13, 10–21, 15–15, 15–15 | Parciales: 16–13, 10–21, 15–15, 15–15                                | |  |
|             | Estadísticas Ben Abdelkader 21 A. Nauwelaers, Ben Abdelkader 8 A. Nauwelaers 3 Ben Abdelkader 15 | Reporte Pts Reb Asts Val              | Estadísticas 21 Crvendakić 16 Stanković 3 Corda, Mandić 29 Stanković | Pabellón: Pabellón municipal de Deportes de Tinajo Asistencia: 100 espectadores Árbitros: Grzegorz Ziemblicki Carlos Santos Mathieu Hosselet |  |

| 11 de julio | Letonia                                                        | 44–79                               | Turquía                                                     | Tinajo |  |
| 20:45       | Parciales: 15–19, 9–23, 4–17, 16–20                            | Parciales: 15–19, 9–23, 4–17, 16–20 | Parciales: 15–19, 9–23, 4–17, 16–20                         | |  |
|             | Estadísticas Dzarcane 10 Birina 6 tres jugadoras 1 Dzarcane 10 | Reporte Pts Reb Asts Val            | Estadísticas 14 Çoklar, Şenyürek 11 Çoklar 5 Uzun 22 Çoklar | Pabellón: Pabellón municipal de Deportes de Tinajo Asistencia: 100 espectadores Árbitros: Vladan Šundić Mykola Ambrosov Bert van Slooten |  |

#### Partido por el 15º lugar
| 12 de julio | Ucrania                                                              | 66–96                                 | República Checa                                             | Tinajo |  |
| 11:15       | Parciales: 13–23, 20–12, 22–33, 11–28                                | Parciales: 13–23, 20–12, 22–33, 11–28 | Parciales: 13–23, 20–12, 22–33, 11–28                       | |  |
|             | Estadísticas Yatskovets 22 Yurkevichus 17 Yatskovets 4 Yatskovets 25 | Reporte Pts Reb Asts Val              | Estadísticas 17 Kopecká 6 Hrusková 5 Krivánková 20 Hrusková | Pabellón: Pabellón municipal de Deportes de Tinajo Asistencia: 50 espectadores Árbitros: Nadege Anaize Zouzou Ingus Baumanis Alakbar Hasanov |  |

#### Partido por el 13º lugar
| 12 de julio | Alemania                                                         | 53–51                                | Hungría                                           | Tinajo |  |
| 14:45       | Parciales: 10–16, 18–4, 13–12, 12–19                             | Parciales: 10–16, 18–4, 13–12, 12–19 | Parciales: 10–16, 18–4, 13–12, 12–19              | |  |
|             | Estadísticas Körner, Hartmann 14 Degbeon 17 Degbeon 3 Degbeon 24 | Reporte Pts Reb Asts Val             | Estadísticas 16 Kaposi 11 Kaposi 2 Papp 18 Kaposi | Pabellón: Pabellón municipal de Deportes de Tinajo Asistencia: 50 espectadores Árbitros: Milivoje Jovčić Tomislav Hordov Anna Cardús |  |

#### Partido por el 11º lugar
| 12 de julio | Bélgica                                                              | 57–55                                | Letonia                                                                                           | Tinajo |  |
| 13:30       | Parciales: 13–21, 14–14, 12–14, 18–6                                 | Parciales: 13–21, 14–14, 12–14, 18–6 | Parciales: 13–21, 14–14, 12–14, 18–6                                                              | |  |
|             | Estadísticas Ben Abdelkader 30 Bernard 18 H. Nauwelaers 3 Bernard 23 | Reporte Pts Reb Asts Val             | Estadísticas 18 D. Strautmane 10 D. Strautmane, Dzarcane 3 P. Strautmane, Kudule 23 D. Strautmane | Pabellón: Pabellón municipal de Deportes de Tinajo Asistencia: 50 espectadores Árbitros: Charalampos Karakatsounis Tamás Földhazi Ilias Kounelles |  |

#### Partido por el 9º lugar
| 12 de julio | Serbia                                                       | 49–70                               | Turquía                                                       | Tinajo |  |
| 18:00       | Parciales: 18–14, 13–20, 9–19, 9–17                          | Parciales: 18–14, 13–20, 9–19, 9–17 | Parciales: 18–14, 13–20, 9–19, 9–17                           | |  |
|             | Estadísticas Crvendakić 16 Stanković 11 Corda 4 Stanković 24 | Reporte Pts Reb Asts Val            | Estadísticas 15 Akbaş, Coklar 17 Şenyürek 4 Akbaş 21 Şenyürek | Pabellón: Pabellón municipal de Deportes de Tinajo Asistencia: 50 espectadores Árbitros: Vincent Delestrée Milan Brziak Dariusz Lenczowski |  |

### Cuadro por el 5º-8º lugar
|  | Semifinales 5º-8º | Semifinales 5º-8º |          |        | Partido 5º lugar | Partido 5º lugar |  |
|  | 11 de julio       | 11 de julio       |          |        | 12 de julio      | 12 de julio      |  |
|  |                   |                   |          |        |                  |                  |  |
|  |                   |                   |          |        |                  |                  |  |
|  | Italia            | 78                |          |        |                  |                  |  |
|  | Italia            | 78                |          |        |                  |                  |  |
|  | Eslovaquia        | 68                |          |        |                  |                  |  |
|  | Eslovaquia        | 68                |          | Italia | 83               |                  |  |
|  |                   |                   |          | Italia | 83               |                  |  |
|  |                   |                   | Portugal | 71     |                  |                  |  |
|  | Polonia           | 37                | Portugal | 71     |                  |                  |  |
|  | Polonia           | 37                |          |        |                  |                  |  |
|  | Portugal          | 49                |          |        | Partido 7º lugar | Partido 7º lugar |  |
|  | Portugal          | 49                |          |        | Partido 7º lugar | Partido 7º lugar |  |
|  |                   |                   |          |        |                  |                  |  |
|  |                   |                   |          |        | Eslovaquia       | 57               |  |
|  |                   |                   |          |        | Eslovaquia       | 57               |  |
|  |                   |                   |          |        | Polonia          | 67               |  |
|  |                   |                   |          |        | Polonia          | 67               |  |
|  |                   |                   |          |        |                  |                  |  |

#### Semifinales del 5º–8º lugar
| 11 de julio | Italia                                                    | 78–68                                 | Eslovaquia                                                             | Teguise |  |
| 14:00       | Parciales: 19–12, 25–14, 23–14, 11–28                     | Parciales: 19–12, 25–14, 23–14, 11–28 | Parciales: 19–12, 25–14, 23–14, 11–28                                  | |  |
|             | Estadísticas Barberis 15 Botteghi 5 Barberis 4 Kacerik 15 | Reporte Pts Reb Asts Val              | Estadísticas 11 Hadačová 8 Hadačová 2 Urbániová, Mištinová 11 Hadačová | Pabellón: Pabellón Municipal de Teguise Asistencia: 100 espectadores Árbitros: Sergey Krug Tamás Földhazi Dariusz Lenczowski |  |

| 11 de julio | Polonia                                       | 37–49                            | Portugal                                                           | Teguise |  |
| 16:15       | Parciales: 9–16, 9–8, 7–20, 12–5              | Parciales: 9–16, 9–8, 7–20, 12–5 | Parciales: 9–16, 9–8, 7–20, 12–5                                   | |  |
|             | Estadísticas Drop 8 Grymek 8 Naczk 6 Zapart 9 | Reporte Pts Reb Asts Val         | Estadísticas 11 Kostourkova 14 Kostourkova 7 Soeiro 20 Kostourkova | Pabellón: Pabellón Municipal de Teguise Asistencia: 175 espectadores Árbitros: Ilias Kounelles Vincente Delestrée Nadege Anaize Zouzou |  |

#### Partido por el 7º lugar
| 12 de julio | Eslovaquia                                                                | 57–67                                 | Polonia                                              | Teguise |  |
| 13:30       | Parciales: 18–24, 13–14, 12–13, 14–16                                     | Parciales: 18–24, 13–14, 12–13, 14–16 | Parciales: 18–24, 13–14, 12–13, 14–16                | |  |
|             | Estadísticas Páleníková 17 Dudášová 8 Urbániová, Dudášová 2 Páleníková 14 | Reporte Pts Reb Asts Val              | Estadísticas 23 Wajler 8 Szajtauer 6 Naczk 26 Wajler | Pabellón: Pabellón Municipal de Teguise Asistencia: 50 espectadores Árbitros: Carlos Santos Bert van Slooten Mykola Ambrosov |  |

#### Partido por el 5º lugar
| 12 de julio | Italia                                                        | 83–71                                | Portugal                                                           | Teguise |  |
| 14:45       | Parciales: 7–17, 28–14, 28–14, 20–26                          | Parciales: 7–17, 28–14, 28–14, 20–26 | Parciales: 7–17, 28–14, 28–14, 20–26                               | |  |
|             | Estadísticas Tagliamento 19 Botteghi 6 Peresson 7 Trimboli 26 | Reporte Pts Reb Asts Val             | Estadísticas 25 L. Ferreira 14 L. Ferrreira 4 Costa 35 L. Ferreira | Pabellón: Pabellón Municipal de Teguise Asistencia: 500 espectadores Árbitros: Özlem Yalman Mathieu Hosselet Anastasios Manos |  |

## Cuadro final
Todos los horarios corresponden al huso horario local (Horario de verano de Europa occidental – UTC+1).
|  | Cuartos de final | Cuartos de final | Cuartos de final |              |         | Semifinales | Semifinales | Semifinales |              |              | Final        | Final        | Final       |  |
|  | 10 de julio      | 10 de julio      | 10 de julio      |              |         | 11 de julio | 11 de julio | 11 de julio |              |              | 12 de julio  | 12 de julio  | 12 de julio |  |
|  |                  |                  |                  |              |         |             |             |             |              |              |              |              |             |  |
|  |                  |                  |                  |              |         |             |             |             |              |              |              |              |             |  |
|  | E1               | Francia          | 61               |              |         |             |             |             |              |              |              |              |             |  |
|  | E1               | Francia          | 61               |              |         |             |             |             |              |              |              |              |             |  |
|  | F4               | Italia           | 55               |              |         |             |             |             |              |              |              |              |             |  |
|  | F4               | Italia           | 55               |              | Francia | Francia     | 91          |             |              |              |              |              |             |  |
|  |                  |                  |                  |              | Francia | Francia     | 91          |             |              |              |              |              |             |  |
|  |                  |                  | Países Bajos     | Países Bajos | 72      |             |             |             |              |              |              |              |             |  |
|  | F2               | Países Bajos     | Países Bajos     | Países Bajos | 72      | 64          |             |             |              |              |              |              |             |  |
|  | F2               | Países Bajos     |                  |              |         |             |             |             |              |              |              |              |             |  |
|  | E3               | Eslovaquia       | 55               |              |         |             |             |             |              |              |              |              |             |  |
|  | E3               | Eslovaquia       | 55               |              |         |             |             |             |              | Francia      | Francia      | 47           |             |  |
|  |                  |                  |                  |              |         |             |             |             |              | Francia      | Francia      | 47           |             |  |
|  |                  |                  | España           | España       | 66      |             |             |             |              |              |              |              |             |  |
|  | F1               | España           | España           | España       | 66      | 71          |             |             |              |              |              |              |             |  |
|  | F1               | España           |                  |              |         |             |             |             |              |              |              |              |             |  |
|  | E4               | Polonia          | 52               |              |         |             |             |             |              |              |              |              |             |  |
|  | E4               | Polonia          | 52               |              | España  | España      | 76          |             |              | Tercer lugar | Tercer lugar | Tercer lugar |             |  |
|  |                  |                  |                  |              | España  | España      | 76          |             |              | Tercer lugar | Tercer lugar | Tercer lugar |             |  |
|  |                  |                  | Rusia            | Rusia        | 50      |             |             |             |              |              |              |              |             |  |
|  | E2               | Rusia            | Rusia            | Rusia        | 50      | 68          |             |             | Países Bajos | Países Bajos | 63           |              |             |  |
|  | E2               | Rusia            |                  |              |         |             |             |             | Países Bajos | Países Bajos | 63           |              |             |  |
|  | F3               | Portugal         | 56               |              |         |             |             |             |              |              | Rusia        | Rusia        | 51          |  |
|  | F3               | Portugal         | 56               |              |         |             |             |             |              |              | Rusia        | Rusia        | 51          |  |
|  |                  |                  |                  |              |         |             |             |             |              |              |              |              |             |  |

#### Cuartos de final
| 10 de julio | Francia                                         | 61–55                                | Italia                                                               | Teguise |  |
| 14:00       | Parciales: 17–19, 16–11, 14–9, 14–16            | Parciales: 17–19, 16–11, 14–9, 14–16 | Parciales: 17–19, 16–11, 14–9, 14–16                                 | |  |
|             | Estadísticas Gaye 17 Gaye 11 Johannès 5 Gaye 22 | Reporte Pts Reb Asts Val             | Estadísticas 20 Zandalasini 4 Penna, Ercoli 3 Kacerik 16 Zandalasini | Pabellón: Pabellón Municipal de Teguise Asistencia: 200 espectadores Árbitros: Ingus Baumanis Mykola Ambrosov Anastasios Manos |  |

| 10 de julio | Países Bajos                                        | 64–55                                 | Eslovaquia                                                        | Teguise |  |
| 16:15       | Parciales: 16–14, 19–11, 12–16, 17–14               | Parciales: 16–14, 19–11, 12–16, 17–14 | Parciales: 16–14, 19–11, 12–16, 17–14                             | |  |
|             | Estadísticas Hof 20 Slim, Hof 10 Cornelius 5 Hof 23 | Reporte Pts Reb Asts Val              | Estadísticas 14 Páleníková 7 Remenárová 3 Páleníková 13 Mištinová | Pabellón: Pabellón Municipal de Teguise Asistencia: 250 espectadores Árbitros: Grzegorz Ziemblicki Tomislav Hordov Robert Paulik |  |

| 10 de julio | España                                              | 71–52                               | Polonia                                                       | Teguise |  |
| 18:30       | Parciales: 18–6, 11–22, 20–15, 22–9                 | Parciales: 18–6, 11–22, 20–15, 22–9 | Parciales: 18–6, 11–22, 20–15, 22–9                           | |  |
|             | Estadísticas Quevedo 16 Romero 8 Romero 5 Romero 22 | Reporte Pts Reb Asts Val            | Estadísticas 13 Rembiszewska 9 Szajtauer 4 Naczk 11 Szajtauer | Pabellón: Pabellón Municipal de Teguise Asistencia: 600 espectadores Árbitros: Milivoje Jovčić Vladan Šundić Özlem Yalman |  |

| 10 de julio | Rusia                                                      | 68–56                                | Portugal                                                         | Teguise |  |
| 20:45       | Parciales: 16–9, 13–13, 12–20, 27–14                       | Parciales: 16–9, 13–13, 12–20, 27–14 | Parciales: 16–9, 13–13, 12–20, 27–14                             | |  |
|             | Estadísticas Komarova 12 Sazonova 8 Komarova 7 Komarova 22 | Reporte Pts Reb Asts Val             | Estadísticas 22 Ferreira 6 Ferreira 2 Soeiro, Filipe 11 Ferreira | Pabellón: Pabellón Municipal de Teguise Asistencia: 100 espectadores Árbitros: Francisco Araña Alessandro Martolini Bert van Slooten |  |

#### Semifinales
| 11 de julio | Francia                                                       | 81–72                                 | Países Bajos                                     | Teguise |  |
| 18:30       | Parciales: 20–10, 17–24, 18–22, 26–16                         | Parciales: 20–10, 17–24, 18–22, 26–16 | Parciales: 20–10, 17–24, 18–22, 26–16            | |  |
|             | Estadísticas Naigre 14 Johannès, Vidal 7 Johannès 5 Naigre 15 | Reporte Pts Reb Asts Val              | Estadísticas 16 Guijt 12 Slim 5 van Veen 15 Slim | Pabellón: Pabellón Municipal de Teguise Asistencia: 450 espectadores Árbitros: Milivoje Jovčić Anna Cardús Alakbar Hasanov |  |

| 11 de julio | España                                             | 76–50                                | Rusia                                                                      | Teguise |  |
| 20:45       | Parciales: 26–14, 18–5, 16–14, 16–17               | Parciales: 26–14, 18–5, 16–14, 16–17 | Parciales: 26–14, 18–5, 16–14, 16–17                                       | |  |
|             | Estadísticas Romero 17 Romero 7 Romero 7 Romero 23 | Reporte Pts Reb Asts Val             | Estadísticas 11 Komarova 5 Komarova 2 tres jugadoras 12 Fedorova, Komarova | Pabellón: Pabellón Municipal de Teguise Asistencia: 660 espectadores Árbitros: Tomislav Hordov Charalampos Karakatsounis Milan Brziak |  |

#### Partido por la medalla de bronce
| 12 de julio | Países Bajos                                                      | 63–51                                | Rusia                                                                | Teguise |  |
| 18:00       | Parciales: 18–20, 15–6, 11–11, 19–14                              | Parciales: 18–20, 15–6, 11–11, 19–14 | Parciales: 18–20, 15–6, 11–11, 19–14                                 | |  |
|             | Estadísticas Boonstra 22 Boonstra 14 Cornelius, Hof 3 Boonstra 31 | Reporte Pts Reb Asts Val             | Estadísticas 14 Fedorova, Komarova 9 Fedorova 4 Komarova 19 Fedorova | Pabellón: Pabellón Municipal de Teguise Asistencia: 700 espectadores Árbitros: Francisco Araña Grzegorz Ziemblicki Alessandro Martolini |  |

#### Final
| 12 de julio | Francia                                            | 47–66                                | España                                                    | Teguise |  |
| 20:15       | Parciales: 8–17, 12–16, 17–16, 10–17               | Parciales: 8–17, 12–16, 17–16, 10–17 | Parciales: 8–17, 12–16, 17–16, 10–17                      | |  |
|             | Estadísticas Gaye 14 Johannès 8 Johannès 3 Gaye 13 | Reporte Pts Reb Asts Val             | Estadísticas 22 Romero 5 Quevedo, Orts 3 Romero 22 Romero | Pabellón: Pabellón Municipal de Teguise Asistencia: 1000 espectadores Árbitros: Sergey Krug Robert Paulik Vladan Šundić |  |

| Bandera de España         |
| Campeón España 5.° título |

## Medallero
| Francia | España | Países Bajos |
| Fleur Devillers Mousdandy Djaldi-Tabdi Aby Gaye Laëtitia Guapo Mégane Hero Marine Johannès Marie Mané Lysa Millavet Brenda Agblemagnon Margot Vidal-Genève Assetou Traoré Élodie Naigre | Belén Arrojo Yaiza Rodríguez Leticia Romero Marina Lizarazu Nogaye Lo Sylla Carolina Esparcia Laia Flores Laura Quevedo Judith Solé Helena Orts Sara Zaragoza Marta Canella | Laura Cornelius Janine Guijt Isabella Slim Lisanne de Jonge Fleur Kuijt Esther Fokke Elisabeth Heerschop Emese Hof Janiek van Veen Charlotte van Kleef Janis Boonstra Mirte Scheper |

## Clasificación final
– Desciende a la División B. 
| Pos.              | Equipo          | Pts | G-P | PF  | PC  | Dif. |
| ----------------- | --------------- | --- | --- | --- | --- | ---- |
| Medalla de oro    | España          | 18  | 9–0 | 765 | 521 | +244 |
| Medalla de plata  | Francia         | 17  | 8–1 | 700 | 530 | +170 |
| Medalla de bronce | Países Bajos    | 15  | 6–3 | 738 | 690 | +48  |
| 4º                | Rusia           | 14  | 5–4 | 620 | 631 | -11  |
| 5º                | Italia          | 14  | 5–4 | 693 | 657 | +36  |
| 6º                | Portugal        | 13  | 4–5 | 628 | 611 | +17  |
| 7º                | Polonia         | 13  | 4–5 | 608 | 612 | -4   |
| 8º                | Eslovaquia      | 13  | 4–5 | 611 | 644 | -33  |
| 9º                | Turquía         | 14  | 5–4 | 563 | 507 | +56  |
| 10º               | Serbia          | 14  | 5–4 | 556 | 573 | -17  |
| 11º               | Bélgica         | 14  | 5–4 | 649 | 637 | +12  |
| 12º               | Letonia         | 13  | 4–5 | 607 | 686 | -79  |
| 13º               | Alemania        | 12  | 3–6 | 578 | 651 | -73  |
| 14º               | Hungría         | 12  | 3–6 | 645 | 762 | -117 |
| 15º               | República Checa | 11  | 2–7 | 607 | 647 | -40  |
| 16º               | Ucrania         | 6   | 0–6 | 469 | 678 | -209 |

### Premios
| Quinteto ideal                                                  |
| --------------------------------------------------------------- |
| Leticia Romero Laura Quevedo Marine Johannès Aby Gaye Emese Hof |
| MVP: Leticia Romero                                             |